# Marty Watkins
Martin Marty Watkins (* 24. Januar 1962 in Stroud) ist ein ehemaliger britischer Skilangläufer.
Watkins errang im Februar 1984 in Sarajevo bei seinen ersten Olympischen Winterspielen den 63. Platz über 15 km. Im folgenden Jahr lief er bei den nordischen Skiweltmeisterschaften in Seefeld in Tirol auf den 74. Platz über 15 km, auf den 61. Rang über 30 km und auf den 13. Platz mit der Staffel. Bei den nordischen Skiweltmeisterschaften 1987 in Oberstdorf kam er auf den 17. Platz mit der Staffel und bei den Olympischen Winterspielen 1988 in Calgary auf den 65. Platz über 15 km klassisch, auf den 61. Rang über 30 km klassisch und auf den 54. Platz über 50 km Freistil. Zudem lief er dort zusammen mit John Spotswood, Ewan MacKenzie und Andrew Wylie auf den 16. Platz in der Staffel.